# Висота (фільм, 1957)
«Висота́» (рос. «Высота») — російський радянський кінофільм 1957 року. В основі сценарію однойменний роман Є. З. Воробйова.
Зйомки фільму проходили в місті Кам'янське на Дніпровському металургійному заводі (зараз ДМКД), а також в Дніпрі у парку Шевченка та на центральному залізничному вокзалі.

## Сюжет
На будівництво доменної печі прибуває бригада монтажників під керівництвом виконроба Костянтина Токмакова і бригадира Миколи Пасічника.
На будівництві Коля знайомиться зі зварювальниця Катею. Він намагається залицятися до неї, але вони часто сваряться. Цьому заважає і колишній залицяльник Каті Василь Хаєнко — недбалий працівник і до того ж пліткар.
Маша — дружина кар'єриста Ігоря Дерябіна, начальника Костянтина, що мріє покинути «цю глушину». Вона нещаслива у шлюбі та ніде не працює. Її молодший брат працює в бригаді Токмакова. Одного разу для того, щоб побачити, як працює брат, Маша приходить на будівництво і Костянтин проводить для неї екскурсію.
Під час сильного вітру Дерябін наказує продовжувати монтаж устаткування. Тільки сміливість Колі допомагає уникнути нещастя і закінчити монтаж. Токмаков бере відповідальність за те, що сталося на себе.
Через тривалі дощі бригада не може вкластися в терміни. Пасічник і Токмаков придумують, як прискорити роботи, монтуючи обладнання на землі. Дерябін не хоче брати відповідальність на себе та пропонує вести монтаж за його відсутності.
Коли дощ ущух, обладнання піднімається і встановлюється, але Коля, послизнувшись, зривається з висоти вниз після того, як він поставив прапор на самому верху конструкції.
Катя доглядає за Колею в лікарні. Вона також вступає в комсомол.
Дерябін намагається «підставити» Токмакова за нещасний випадок з допомогою Хаєнка — колишнього залицяльника Каті. Але інші робітники в бригаді протестують.
Дерябін отримує підвищення в трест, але Маша не їде з ним. Коля і Катя одружуються.
Після урочистого відкриття домни батьком Маші і Бориса, бригада їде на нове будівництво. Але кульгавий Коля не може їхати з ними.

## У ролях
- Інна Макарова — Катя Петрашеня
- Микола Рибников — Микола Пасічник
- Маріанна Стриженова — Маша
- Лев Борисов — Борис Берестов
- Геннадій Карнович-Валуа — Костянтин Максимович Токмаков
- Василь Макаров — Ігор Родіонович Дерябін
- Борис Сітко — Інокентій Пантелеймонович Димов
- Сергій Ромоданов — батько Маші і Бориса Берестові
- Олена Максимова — мати Маші і Бориса Берестові
- Леонід Чубаров — Вася Хаєнко
- Хорен Абрамян — Баграт
- Валентина Пугачова — Валя
- Володимир Поболь — Володя
- Валентин Пєчніков — Валентин
- Євген Зінов'єв — Євген
- Михайло Воробйов — Михайло Сергійович
- Михайло Кокшенов — комсомолець
- Павло Павленко — літній монтажник

## Знімальна група
- Сценарист: Михайло Папава
- Режисер: Олександр Зархі
- Оператор: Володимир Монахов
- Композитор: Родіон Щедрін
- Помічник режисера: Михайло Гоморі

## Цікаві факти
- В цьому фільмі використовувалася пісня «Марш монтажників», музика Р. Щедріна, слова В. Котова.
- Хоч фільм і знімався в Дніпродзержинську, самого Дніпродзержинська в «Висоті» практично немає.

Звичайно, є багато епізодів, знятих на  ДМК. Сцени, зняті в домашній, конторській або ресторанній обстановці, як і нічна прогулянка, ні найменшим чином не відображають того, як виглядав Дніпродзержинськ вкінці 50-х років, а залізничний вокзал знімався і зовсім в Дніпропетровську.
Єдиними кадрами, на яких місто хоч трохи можна впізнати, стали ті, на яких вантажівки їдуть на відкриття доменної печі, де Пасічник (герой Миколи Рибникова) озирається в пошуках попутки і ті, де він їде на завод, забравшись на підніжку вантажівки.

## Нагороди
- Головна премія на міжнародному кінофестивалі в Карлових Варах, 1957 рік[2]
- Золота медаль на міжнародному кінофестивалі в Москві, 1957 рік[2]
- Особливий приз і перша премія за комбіновані зйомки на всесоюзному кінофестивалі в Москві, 1958 рік[2]